# 长叶鳞叶藓
长叶鳞叶藓（学名：Taxiphyllum taxirameum），又名宝岛鳞叶藓，为灰藓科鳞叶藓属下的一个种。